# Przekłady biblijne Czesława Miłosza

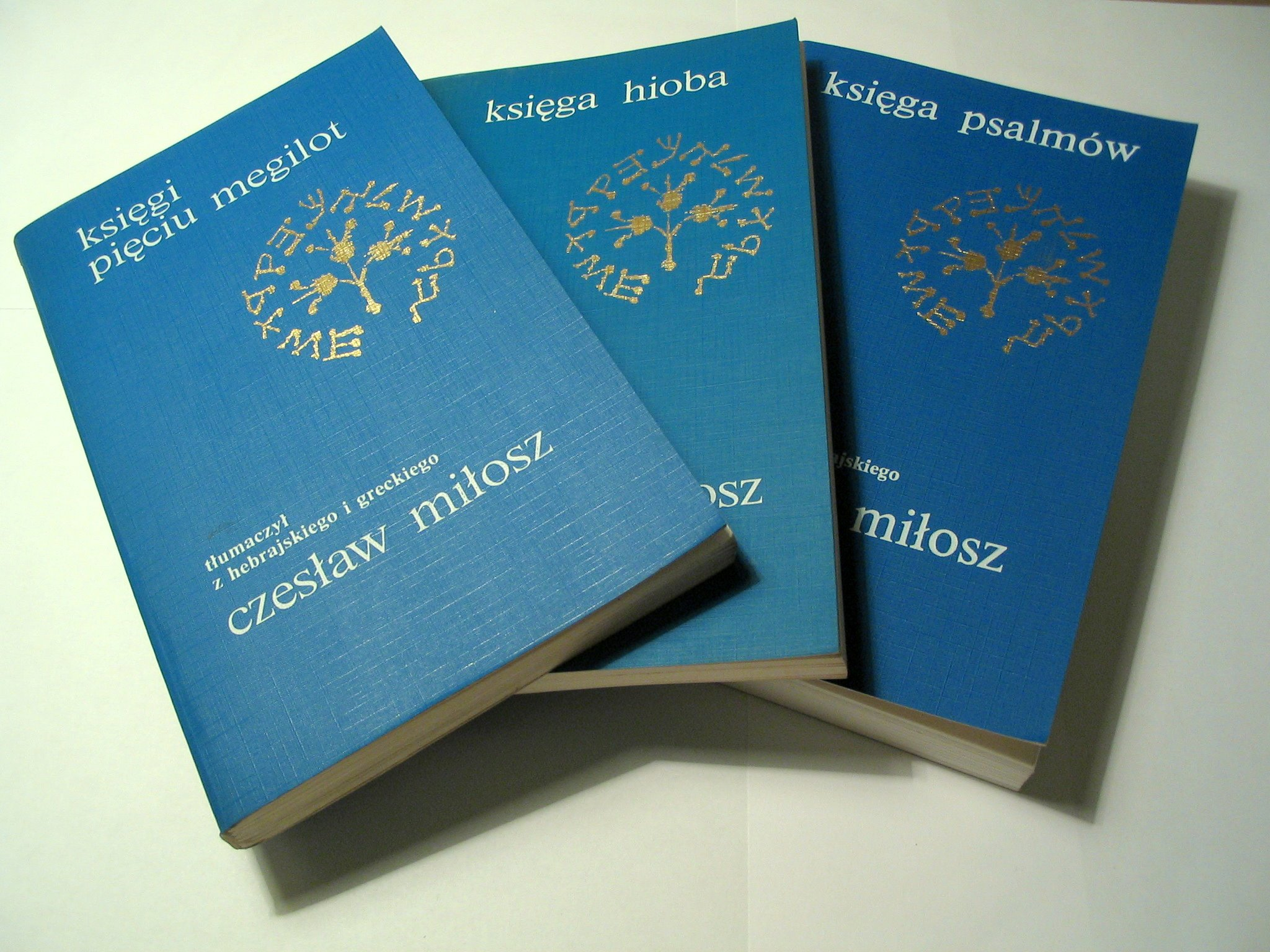
Pierwsze wydania z oficyny Éditions du Dialogue

Przekłady biblijne Czesława Miłosza to tłumaczenia 10 ksiąg biblijnych (ośmiu ze Starego Testamentu i dwóch z Nowego Testamentu), które powstawały w latach 1971–1986, a wydawane były w latach 1977–1989.

## Powstanie przekładów
Motywy biblijne przewijały się przez twórczość Czesława Miłosza już od jego młodości. W swoich wierszach nawiązywał szczególnie do Ewangelii, listów Pawłowych, Księgi Rodzaju i Psalmów. Według Zofii Zarębianki, obecność w jego wierszach „biblijnych znaków” doprowadziła w końcu poetę do zmierzenia się z wybranymi tekstami biblijnymi jako tłumacz.
Inicjatorem tłumaczeń Biblii był wieloletni przyjaciel Miłosza, ks. Józef Sadzik, pallotyn. W 1971 Miłosz rozpoczął naukę biblijnej greki koine. Miał wtedy sześćdziesiąt lat. Kilka lat później nauczył się też języka hebrajskiego. Poeta nie planował przekładania całej Biblii, w 1980 zastrzegał się: planowanie przetłumaczenia całego Pisma Świętego, zwłaszcza jeżeli się ma pewną ilość lat byłoby bezczelnością. Ks. Sadzik weryfikował przekłady aż do swojej nagłej śmierci w 1980.
Pierwsze tłumaczenie dotyczyło Księgi Koheleta (Eklezjasty), którą Miłosz przełożył z greckiej Septuaginty i opublikował w 1977 na łamach „Tygodnika Powszechnego”. Kilka lat później tę samą księgę przełożył z hebrajskiego oryginału.
Kolejne tłumaczenia ksiąg biblijnych ukazywały się w paryskiej oficynie wydawniczej Éditions du Dialogue. Były to:
- Księga Psalmów (1979)
- Księga Hioba (1980)
- Księgi pięciu megilot: Pieśń nad pieśniami, Księga Ruth, Treny, Eklezjasta, Księga Estery (1982)
- Ewangelia Marka i Apokalipsa świętego Jana (1984)
- Księga Mądrości (1989).

W latach 80. przekłady te w różnych edycjach ukazały się też w Polsce. W 2003 ukazał się zbiór wszystkich przekładów w jednym tomie.
Inspiracją w pracy Miłosza był często dziewiętnastowieczny przekład Biblii hebrajskiej autorstwa Izaaka Cylkowa. Czasami poeta powoływał się na jeszcze starsze przekłady – w przypadku Księgi Psalmów na Psałterz Puławski z XV w.
W jednym z wywiadów poeta przyznał, że czasami korzystał też z przekładów angielskich: Następnie przetłumaczyłem Mądrość Salomona z greckiego. To piekielnie trudne, bardzo trudne do przetłumaczenia. Bez równoległego przekładu angielskiego nic bym z tego nie rozumiał, skomplikowana składnia.
Biblista Waldemar Chrostowski stwierdził przy okazji wywiadu-rzeki Bóg, Biblia, Mesjasz, że większość przekładów Miłosza powstała w oparciu o przekłady angielskie, zaś hebrajskiego Miłosz w stopniu dostatecznym nie znał. Według Chrostowskiego: W biblijnych przekładach Miłosza można się doszukać wielu przejawów niemałej wrażliwości na mentalność i duchowość semicką, ale to zupełnie co innego niż dobra znajomość języka.

## Język przekładów
Według Miłosza oraz współpracującego z nim ks. Sadzika dotychczasowym XX-wiecznym przekładom Biblii na język polski nie udało się wykształcić języka, który należycie oddawałby sprawiedliwość sakralnej treści ksiąg. Żargon inteligencko-dziennikarski wdziera się w przekłady liturgiczne, przynosząc teksty niezręczne, przeważnie odarte z piękna. Zamiarem poety było stworzenie adekwatnego współczesnego języka polskiej Biblii. We wstępie do Księgi Koheleta pisał: Nie ma dzisiaj polszczyzny zdolnej tekst biblijny unieść, trzeba ją dopiero stworzyć. Język taki miałby być według Miłosza „wysoki, hieratyczny, a zarazem prosty i zwięzły”.

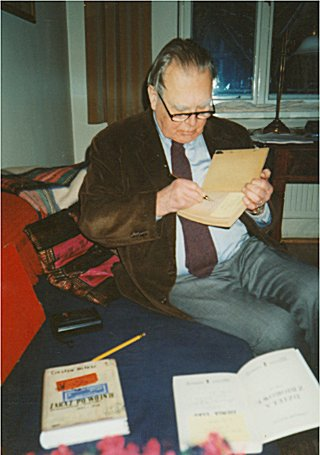
Czesław Miłosz w swoim mieszkaniu przy ul. Bogusławskiego 6, Kraków, grudzień 1998

Jednocześnie Miłosz traktował z szacunkiem rozwiązania przyjęte już w polskim języku biblijnym i zachowywał je, nawet gdy znalazł lepszy odpowiednik. Np. znaną z tradycyjnych przekładów Księgi Koheleta „marność” (za łac. vanitas) tłumacz początkowo zastąpił przez „dym marny” (nawiązując tym samym do „puchu marnego” u Adama Mickiewicza). W ostatecznym tekście przekładu wycofał się jednak z tego pomysłu i powrócił do „marności”.
Ireneusz Kania (tłumacz języka hebrajskiego) podkreślał zwięzłość Miłoszowych przekładów Biblii hebrajskiej, które są według niego wyraźnie krótsze od innych na język polski. Tym samym lepiej oddają zwięzłość języka hebrajskiego, w którym każde słowo ma wagę i 'masę', i jakąś prawie dotykalną, 'trójwymiarową' kanciastość.
Z kolei filolog Marek Piela krytykował wielokrotnie język przekładów Miłosza. Według niego jest to język sztuczny, mieszanina hebrajskiego i polskiego. Polskie są wyrazy, ale hebrajska jest składnia, frazeologia, semantyka. Krytyce poddał też dosłowne tłumaczenie wyrazów pospolicie używanych w czasach biblijnych, które dla współczesnego czytelnika są czasami piękne i oryginalne, a czasami dziwaczne. Jako bardziej adekwatny znaczeniowo i lepszy stylistycznie Piela uznał przekład Stanisława Wójcika z 1947. Miłosz zapoznał się z częścią uwag Pieli dotyczących jego przekładów biblijnych, jednak postanowił niczego już w swoich przekładach nie zmieniać.

## Wykorzystanie przekładów Miłosza
Z przekładu Miłosza korzystało wydawnictwo Polskiego Związku Niewidomych przygotowując wersje Biblii mówione oraz w piśmie Braille’a, mimo iż w przypadku pozostałych ksiąg korzystano z Biblii Tysiąclecia.
Na Pomniku Poległych Stoczniowców przy Stoczni Gdańskiej znalazły się słowa Psalmu 29 w tłumaczeniu Miłosza: Pan da siłę swojemu ludowi / Pan da swojemu ludowi błogosławieństwo pokoju.

## Znaczenie przekładów Miłosza
Księgi biblijne przetłumaczone przez Czesława Miłosza są (obok przekładów Romana Brandstaettera) najbardziej znanym i najczęściej przytaczanym z polskich literackich przekładów Biblii.
- Jerzy Turowicz określił je jako „wspaniałe, przepiękne i najlepsze”[12].
- Adam Michnik w mowie podczas pogrzebu Miłosza mówił o znaczeniu przekładów dla jego pokolenia: To dzięki Tobie pokolenie rozbawionych i niedowiarków z ziemi Ulro sięgnęło znowu po księgę ksiąg - po Pismo Święte[13].
- Waldemar Chrostowski przyznawał, że przekłady są piękne, bo Miłosz był mistrzem polszczyzny, jednak ich wartość merytoryczna jest mniejsza. Chrostowski podkreślił jednak, że niektóre fragmenty tłumaczenia weszły do kanonu polskiej kultury[4].

W rankingu będącym efektem ankiety przeprowadzonej w 1999 wśród biblistów polskich, przekład Miłosza zajął 9. miejsce na 12 sklasyfikowanych przekładów.

## Fragment jednego z przekładów
Psalm 1 z zachowaniem oryginalnej interpunkcji, z edycji Księgi psalmów Éditions du Dialogue, Paris 1982.

Szczęśliwy, kto nie chodził za radą bezbożnych * 
na drodze grzeszników nie postał, *
w gromadzie naśmiewców nie siedział.

Ale w prawie Pańskim ma upodobanie * 
i naukę Pańską bada w dzień i w nocy.
I będzie jak drzewo zasadzone u strumieni wód, * 
które wydaje owoc, kiedy jest jego czas, * 
i którego liść nie usycha. * 
A cokolwiek zacznie, powiedzie się. 

Nie tak bezbożni, nie tak. * 
Ale są jak plewy, które wiatr wymiata.
Przeto nie ostoją się bezbożni na sądzie * 
ani grzesznicy w zgromadzeniu sprawiedliwych.
Albowiem poznaje Pan drogę sprawiedliwych, * 
a droga bezbożnych zaginie.